# (19140) Jansmit
(19140) Jansmit est un astéroïde de la ceinture principale.

## Description
(19140) Jansmit est un astéroïde de la ceinture principale. Il fut découvert le 2 septembre 1989 à l'observatoire Palomar par Carolyn S. Shoemaker et Eugene M. Shoemaker. Il présente une orbite caractérisée par un demi-grand axe de 2,32 UA, une excentricité de 0,25 et une inclinaison de 21,6° par rapport à l'écliptique.

## Compléments